# Palpimanus sogdianus
Palpimanus sogdianus là một loài nhện trong họ Palpimanidae. Loài này được phát hiện ở Thổ Nhĩ Kỳ en Centraal-Azië.